# Pyramidae
Pyramidae là một chi ốc biển, là động vật thân mềm chân bụng sống ở biển trong họ Trochidae, họ ốc đụn.

## Các loài
Các loài trong chi Pyramidae gồm có:
- Pyramidae nodulifera Chemnitz[2]